# Сребърен саламандър
Сребърните саламандри (Plethodon glutinosus) са вид земноводни от семейство Безбелодробни саламандри (Plethodontidae).
Срещат се в източните части на Северна Америка.
Таксонът е описан за пръв път от американския естественик Джейкъб Грийн през 1818 година.

## Подвидове
- Plethodon glutinosus chlorobryonis
- Plethodon glutinosus glutinosus